# 漢諾威鎮區 (新澤西州)
漢諾威鎮區（英語：Hanover Township）是位於美國新澤西州摩里斯縣的一個鎮區。

## 地方資料
漢諾威鎮區的面積為27.83平方千米，當中陸地面積為27.23平方千米，而水域面積為0.59平方千米。根據2020年美國人口普查的數據，當地共有人口14677人，而人口密度為每平方千米527.38人。